# Joanna Gruszczyńska
Joanna Gruszczyńska herbu Poraj (ur. ok. 1730, zm. 26 maja 1764, zap. w Pieniuże) – pierwsza żona Jana Jerzego Grabowskiego, ewangeliczka reformowana (kalwinistka).

## Życiorys
Najpóźniej w 1754 wyszła za mąż za polskiego generała Jana Jerzego Grabowskiego, któremu urodziła dziewięcioro dzieci:
- Teodora – chorążego,
- Teodorę Katarzynę (ur. 20 maja 1755),
- Jerzego Franciszka (Jerzego Tomasza) (ur. 1756, zm. po 1799) – generalnego inspektora wojsk litewskich,
- Michała Bogdana (ur. 1757) – ochrzczonego 17 kwietnia 1757 w Kojdanowie,
- Stefana Kazimierza (ur. 1758, zm. 1794) – sekretarza dworu królewskiego,
- Pawła Jerzego (ur. 1759, zm. 1794) – generała wojsk polskich,
- Annę Karolinę (ur. 1761) – ochrzczoną 20 kwietnia 1761 w Kojdanowie,
- Konstancję (ur. 1762, zm. 1842[5]) – żonę Wincentego Dernałowicza,
- Ludwika Zygmunta (ur. 1763) – ochrzczonego 29 listopada 1763 w Kopylu.

Po jej śmierci Jan Jerzy poślubił Elżbietę Szydłowską.